# Open catalogus
Een Open Catalogus is open content of vrije content in de vorm van een  gratis catalogus, dat wil zeggen een gestructureerde database met informatie over producten of andere opgeslagen items in een gestandaardiseerd formaat. Een catalogus impliceert categorisering of classificatie van de betrokken items, en database normalisatie om de usability van de catalogus voor het zoeken & vinden van items, en het op attributen vergelijken van de items binnen dezelfde categorie mogelijk te maken.
De term is gebruikt door Prof. dr. Martijn Hoogeveen van de Open Universiteit Nederland voor het Open ICEcat-project, wat resulteerde in een open catalogus voor productinformatie, vaak gebruikt door handelaars als invoer voor hun web- of postordercatalogi. Open ICEcat valt onder de OPL (Open Content License Agreement), en de catalogusuitwisseling vindt plaats in XML.

## Zie verder
- OPL
- Postorder
- Webwinkel